# 観音開き

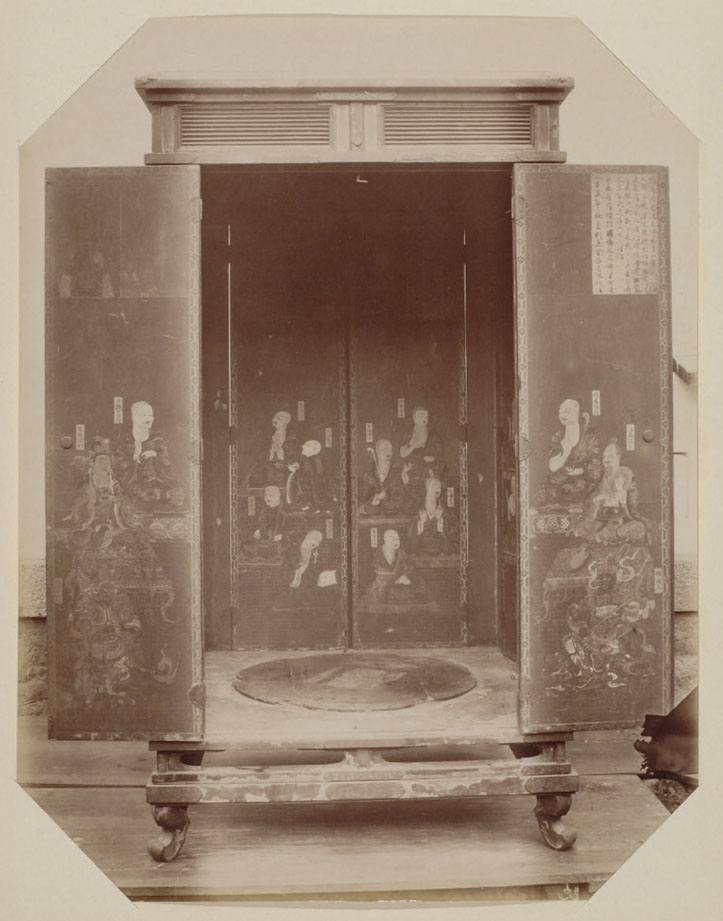
木造弥勒菩薩半跏像（興福寺）を収める厨子の観音開き扉

観音開き（かんのんびらき）は、両開きの一種で、2枚の戸またはそれに類似したものが、それぞれ左右の端部を軸に、中央から左右に回転する開き方である。また、そのような方法で開閉する扉等も指す。

## 概要
観音菩薩像を納めた厨子の多くが、このような形の扉を持っていることに由来する呼称である。

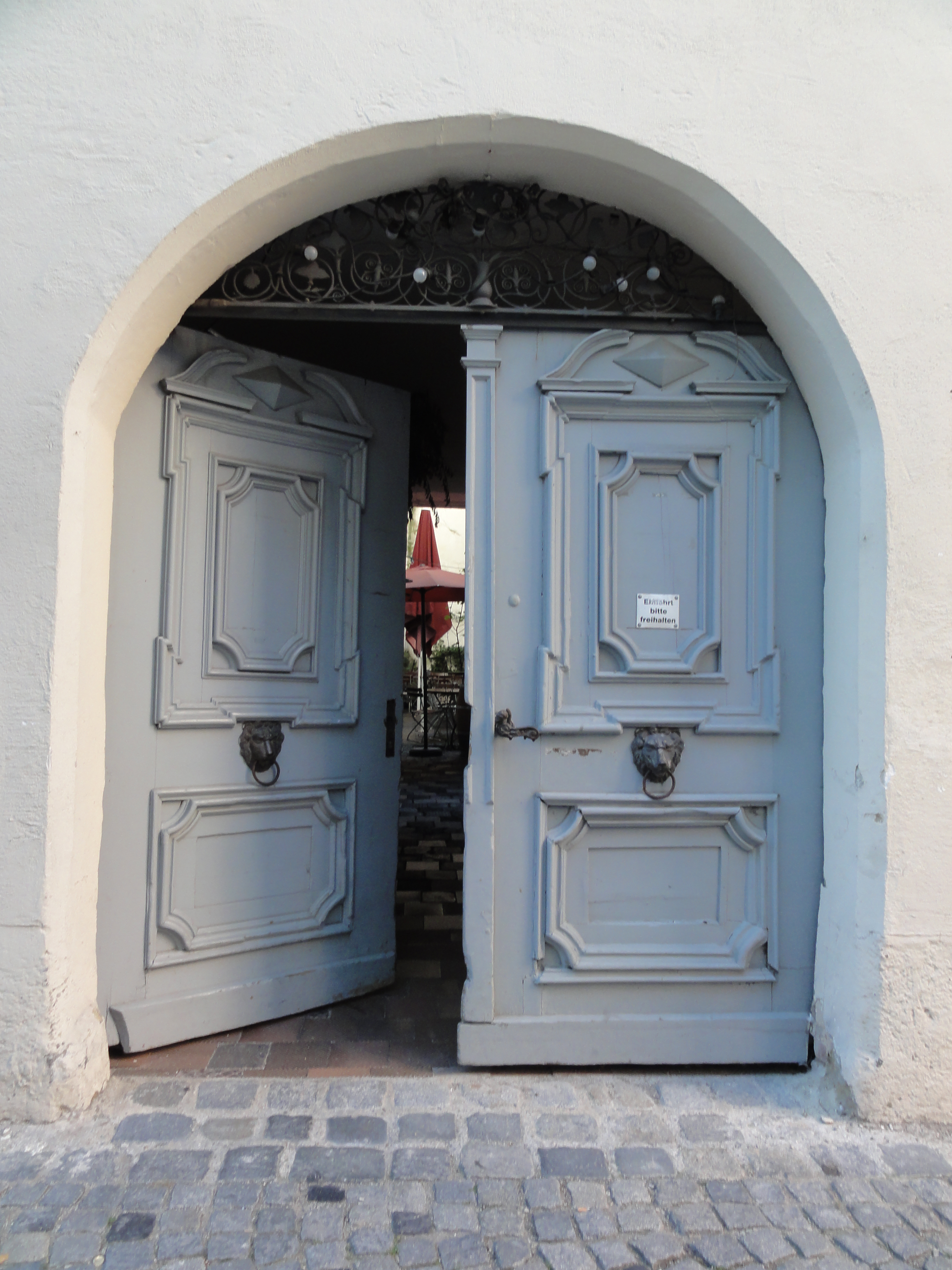
観音開き扉の例
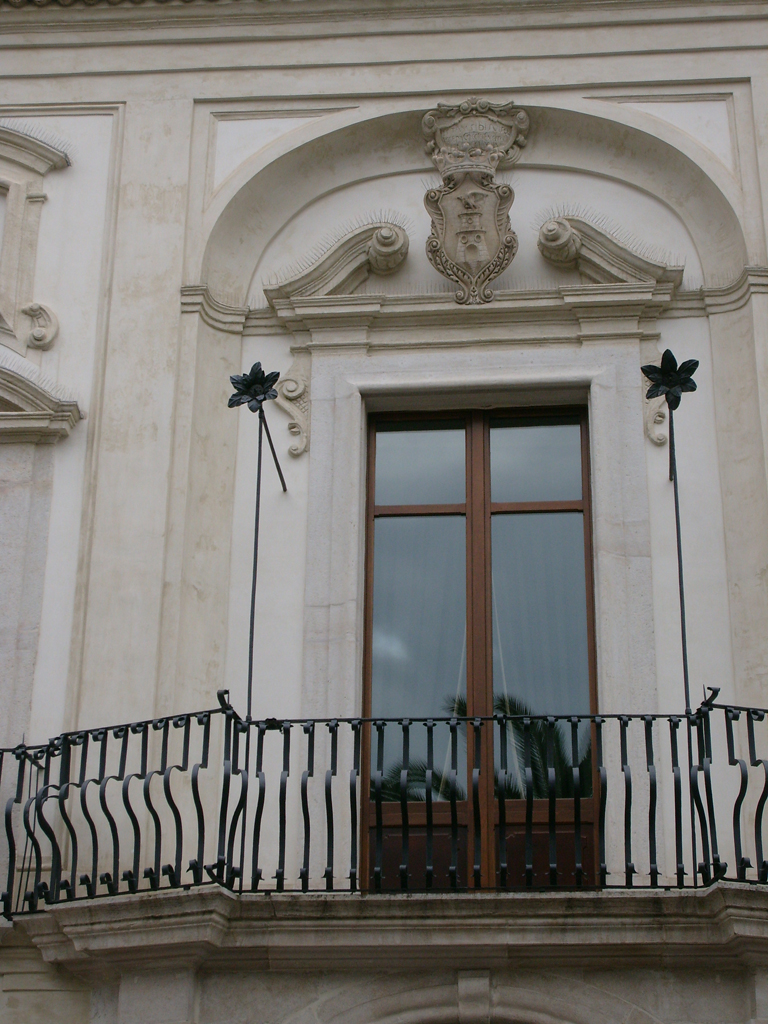
フレンチウィンドウの例

扉の場合、ひと組の開き戸が、左右の戸枠に設けられた蝶番を軸として、中央からそれぞれ逆方向に回転して開閉する。片開き扉と比べて幅の広い開口を得ることができるため、店舗などの人の出入りが激しい場所や、大型の荷物の搬入が必要な場所などで用いられる。また、同じ大きさの開口に用いる場合には、片開き扉と比べて戸1枚あたりの開閉面積を小さくすることができるため、狭い場所にも有効である。
この開き方をするガラス窓で、床面まであり、扉の役割も果たすもの（つまり両開きの掃き出し窓）を、フランス窓、フランス扉、フレンチ・ウィンドウ、フレンチドアとも呼び、バルコニーやテラスへの出入口に設けられることが多い。

## 自動車のドアにおける観音開き

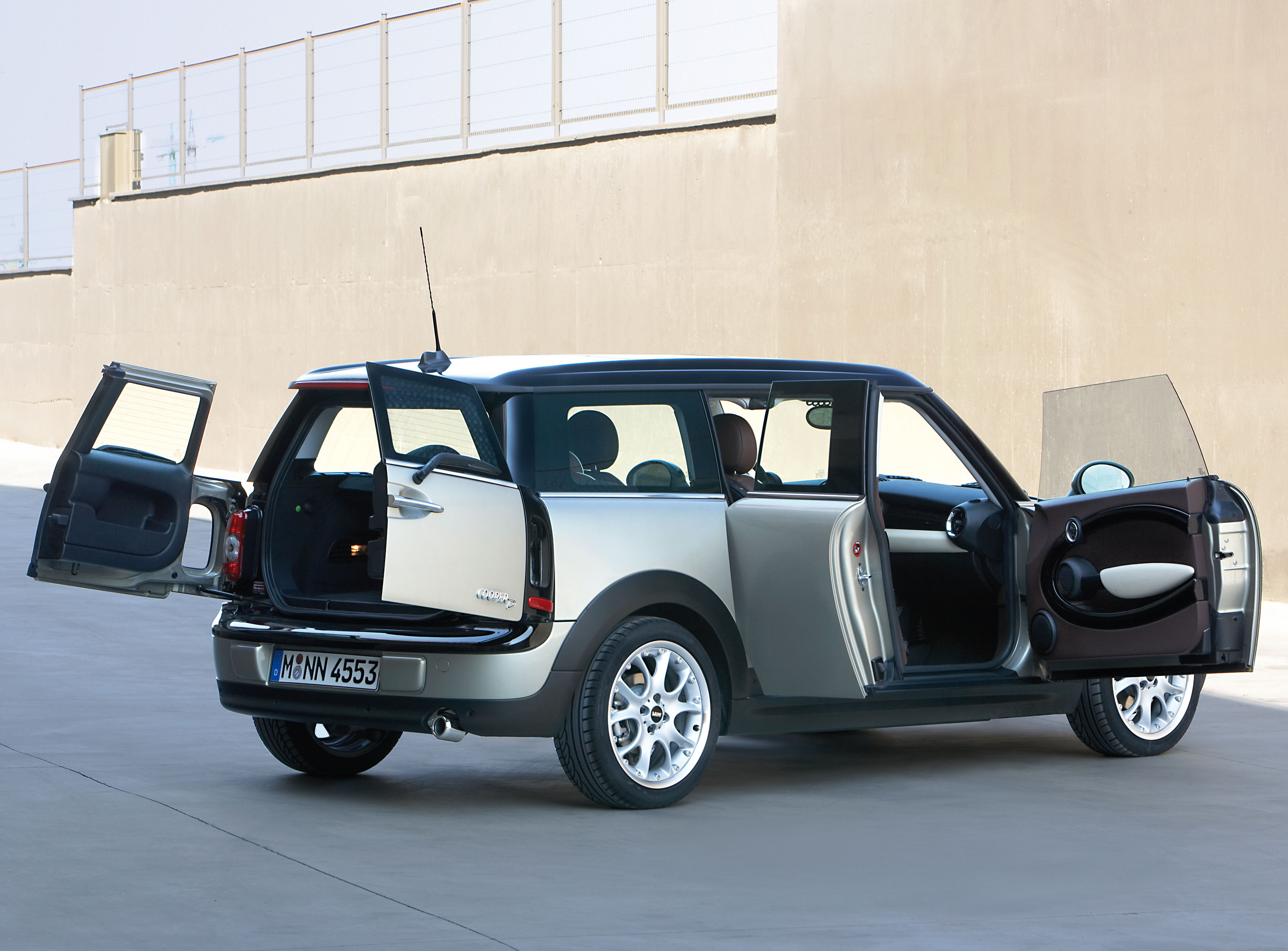
開けたバックドアとサイドドア
(ミニ・クラブマン)

自動車のドアでは、特に欧州市場向けバンのバックドアによく見られる。ヨーロッパではフォークリフトによる荷役作業に適している点が好まれ、開けた扉が邪魔にならないよう、開き角を270°として車体に沿わせるものが多い。また、インナーリアビューミラーの視界を妨げる中央でのドアの重なりを避け、左右で大きさが異なる非対称ドアも増えている。
北米市場で販売台数の多いピックアップトラックでは、延長キャブ車で後席の乗降を楽にする目的で多く用いられている。この場合、寸法の関係でリアドアが極端に小さいものが多く、側面衝突（Tボーンクラッシュ）に備え、前後ドアの合せ目にピラーを内蔵している。リアドアにはアウタードアハンドルが無く、開閉もフロントドアが開いている時にしかできないようになっている。一方、開発途上国向けや業務用途のダブルキャブ車は、リアドアヒンジがBピラーに着く一般的な4ドアとなる。
| - バックドア - シトロエン・AU/Azu/AK 1951 - 1989年 - トヨタ・ランドクルーザー100系 上下開きもあり 1990年 - 1998年 - ルノー・トラフィック 跳ね上げ式もあり 2000年 - |

バックドア
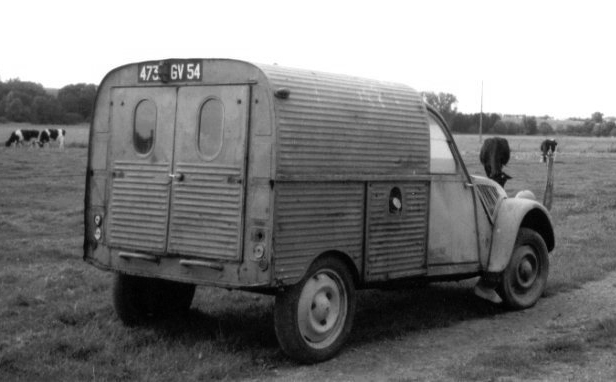
シトロエン・AU/Azu/AK 1951 - 1989年
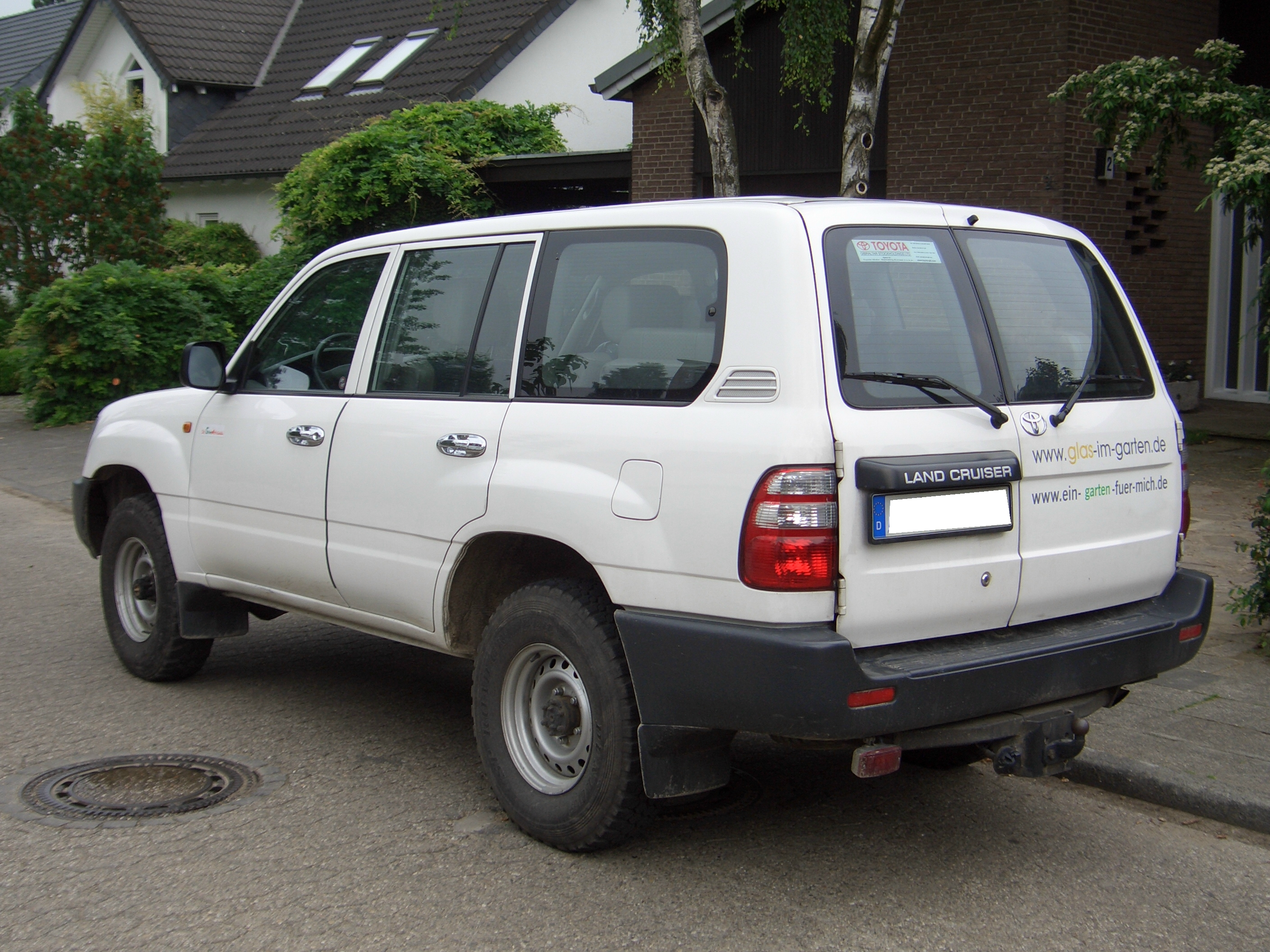
トヨタ・ランドクルーザー100系 上下開きもあり 1990年 - 1998年
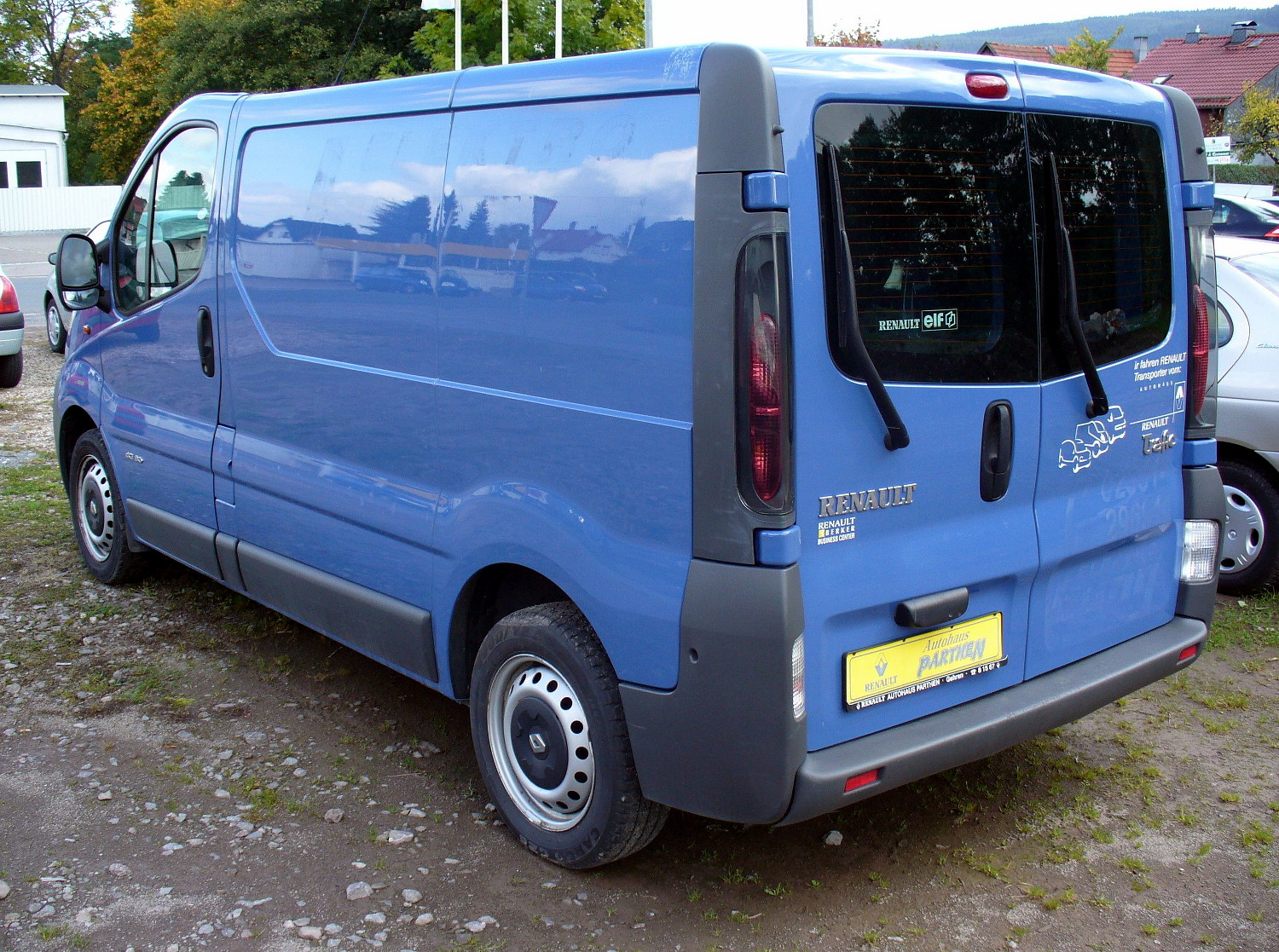
ルノー・トラフィック 跳ね上げ式もあり 2000年 -

かつてより数を減らしてはいるが、乗用車の乗降用ドアにも採用例がある。ピラーの有無に関わらず、リアドアの足元が広く開くため乗り降りしやすいという利点がある。しかし、リアドアが、「スーサイドドア」（自殺ドア）と呼ばれる後側にヒンジを有するドアとなって、衝突などの際、シートベルト無しでは乗員が車外に投げ出されるおそれがあったり、走行中に開いたドアが風圧によって戻りにくいなど問題が大きい。ピックアップトラックと同様、現在の乗用車では、リアドアのみを個別に開閉できる観音開きはほとんど無い（大手自動車メーカーでは皆無）。利便性を高めつつ、4ドア（あるいは左右非対称の1・2ドア）に見せないためのスタイリング手法として採用されているものはあるが、この場合、アウタードアハンドルを装備しておらず、フロントドアを開けてからではないと開閉操作ができないようになっている。

キャビンドア
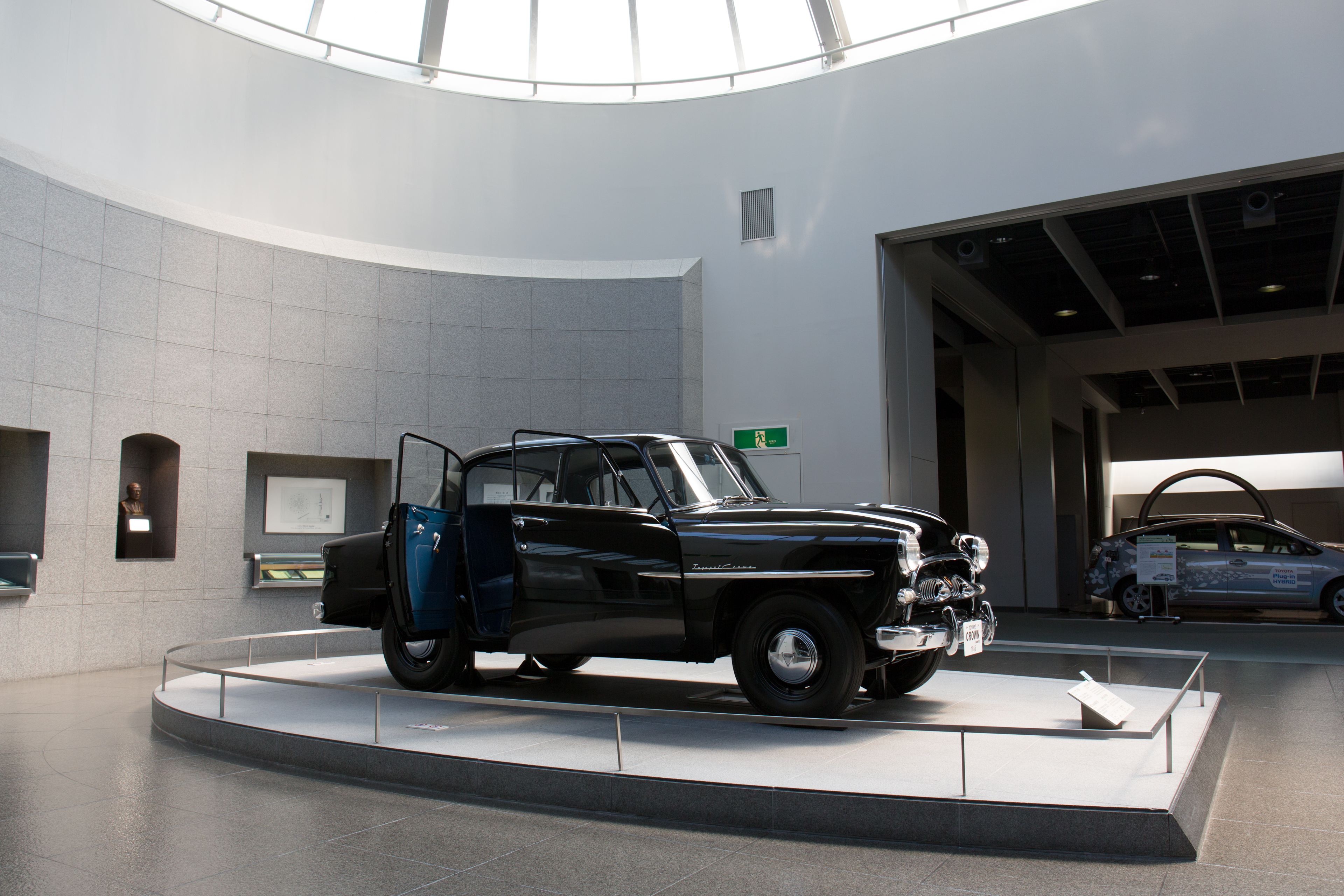
初代トヨペット・クラウン（1955年 - 1962年）
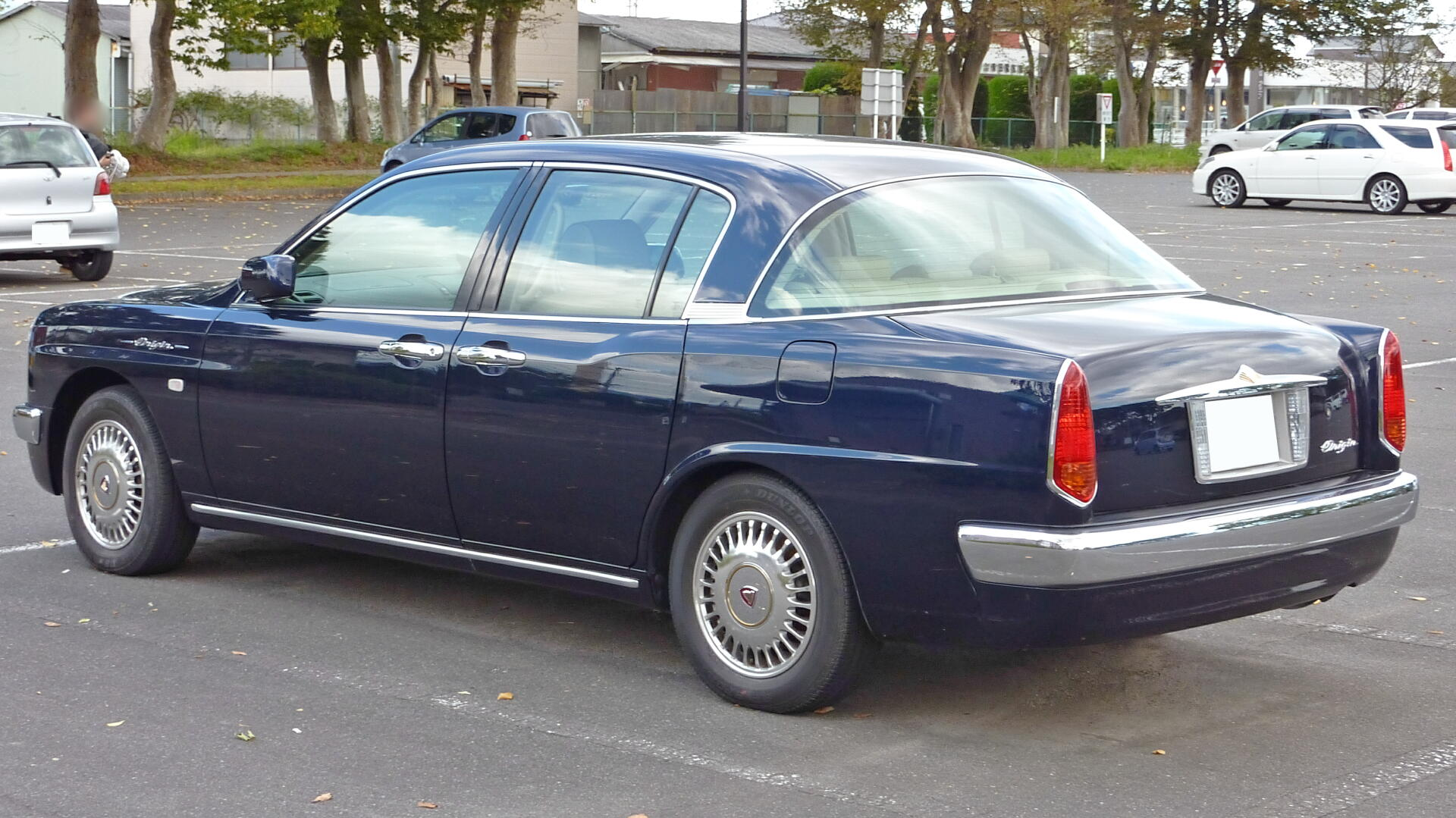
初代クラウンをモチーフとしたトヨタ・オリジン（2000年 - 2001年）
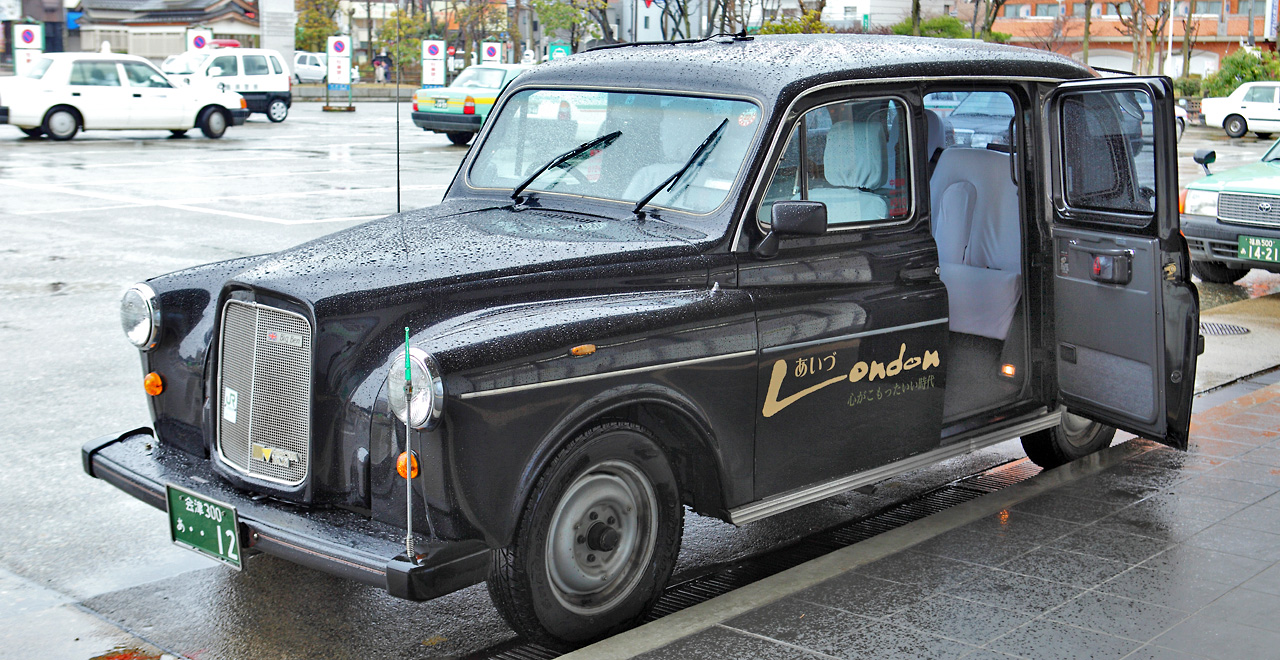
オースチン・FX4 1958年 - 1997年
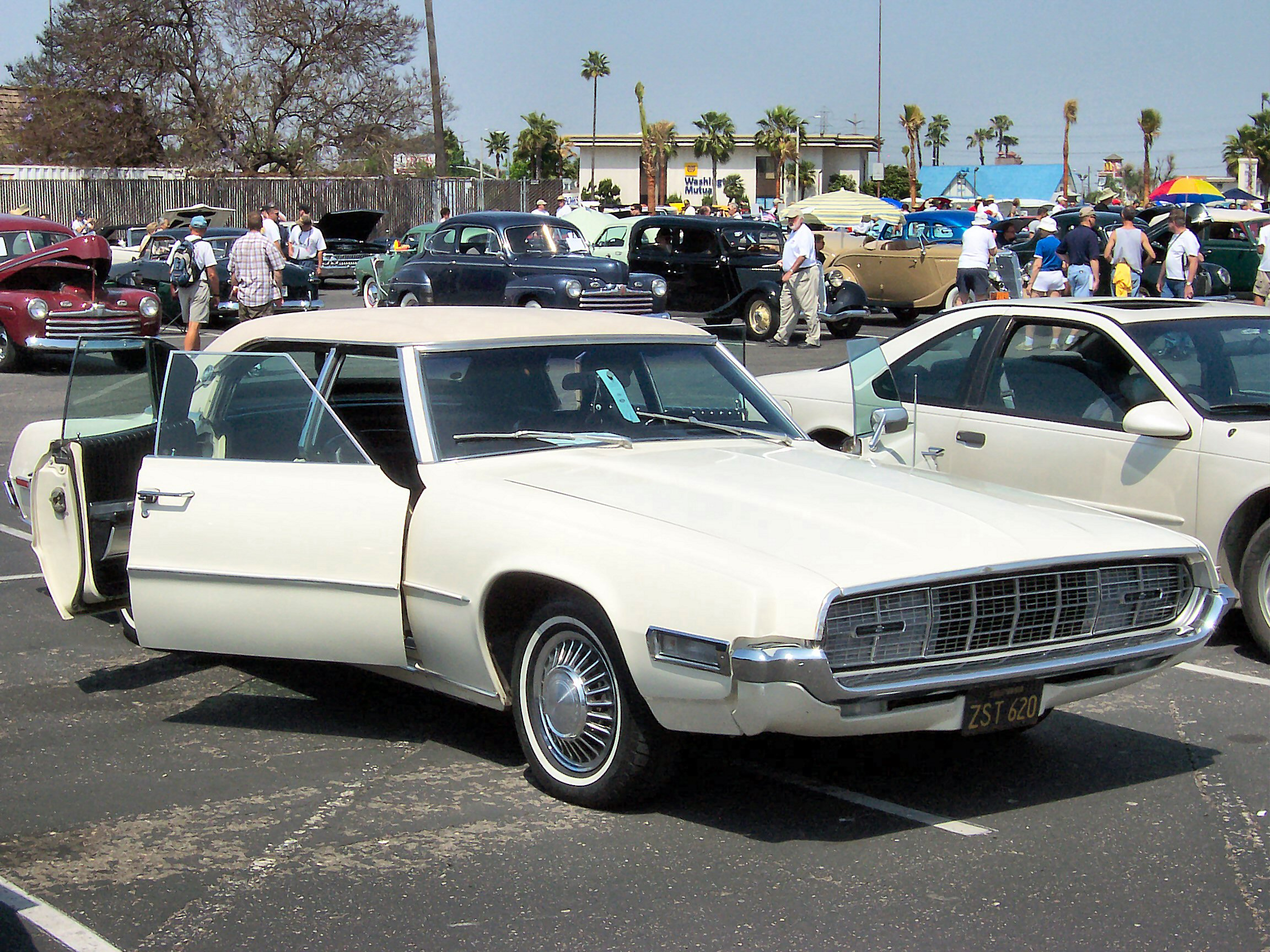
フォード・サンダーバード （1968年モデル）
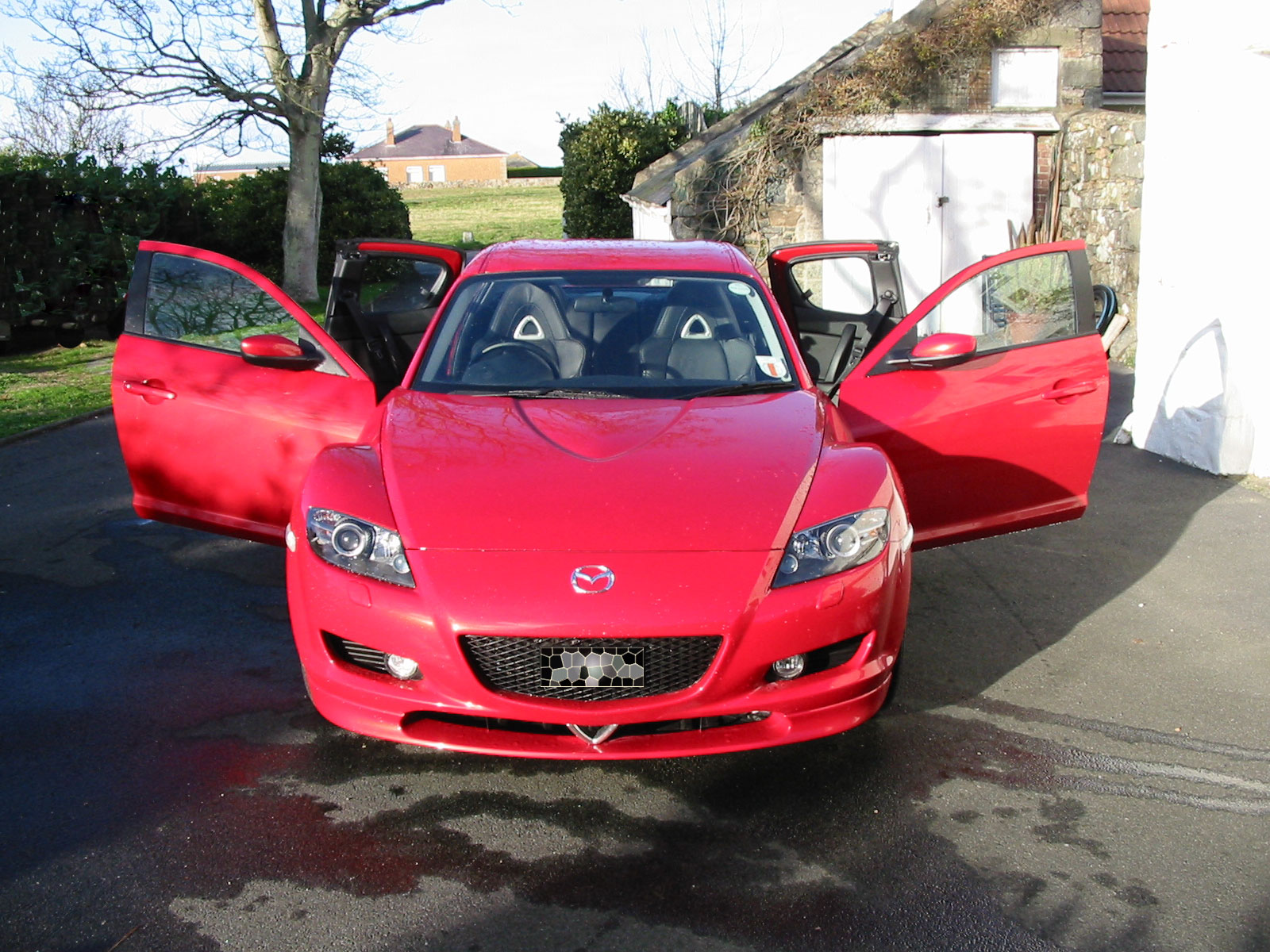
マツダ・RX-8 （2003年 - 2013年）
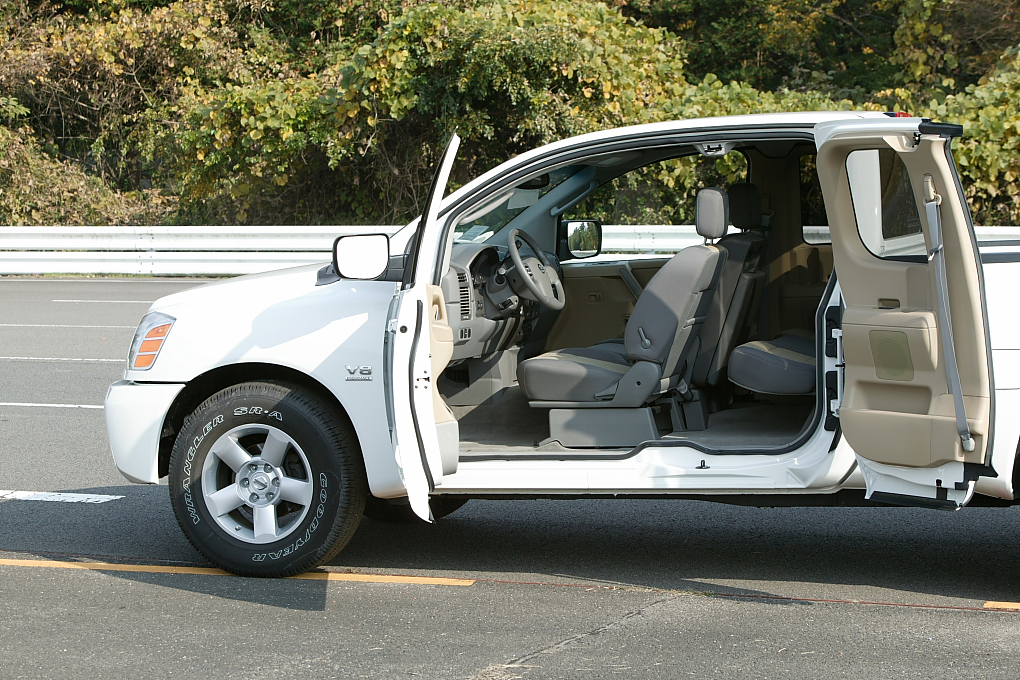
日産・タイタン キングキャブ （2003年モデル）

| - キャビンドア - 初代トヨペット・クラウン（1955年 - 1962年） - 初代クラウンをモチーフとしたトヨタ・オリジン（2000年 - 2001年） - オースチン・FX4 1958年 - 1997年 - フォード・サンダーバード （1968年モデル） - マツダ・RX-8 （2003年 - 2013年） - 日産・タイタン キングキャブ （2003年モデル） |

## 派生用法
料理
魚の切り身、鶏肉などの厚い素材に中央から左右に包丁を入れて両側に開いて薄くする切り方を、観音開きと呼ぶ。
俳諧
連句において連続する3つの句の3番目（付句）が1番目（打越）と同じ素材・文字・文体などである（輪廻する）ことを、観音開きと呼ぶ（扉付とも）。すなわち、3つの句が前後対称の形式となっているのを観音開きの形になぞらえた用語である。連句の趣旨は繰返し・停滞・後戻りを嫌うため観音開きは忌避される。